# Jardín Botánico de Meise

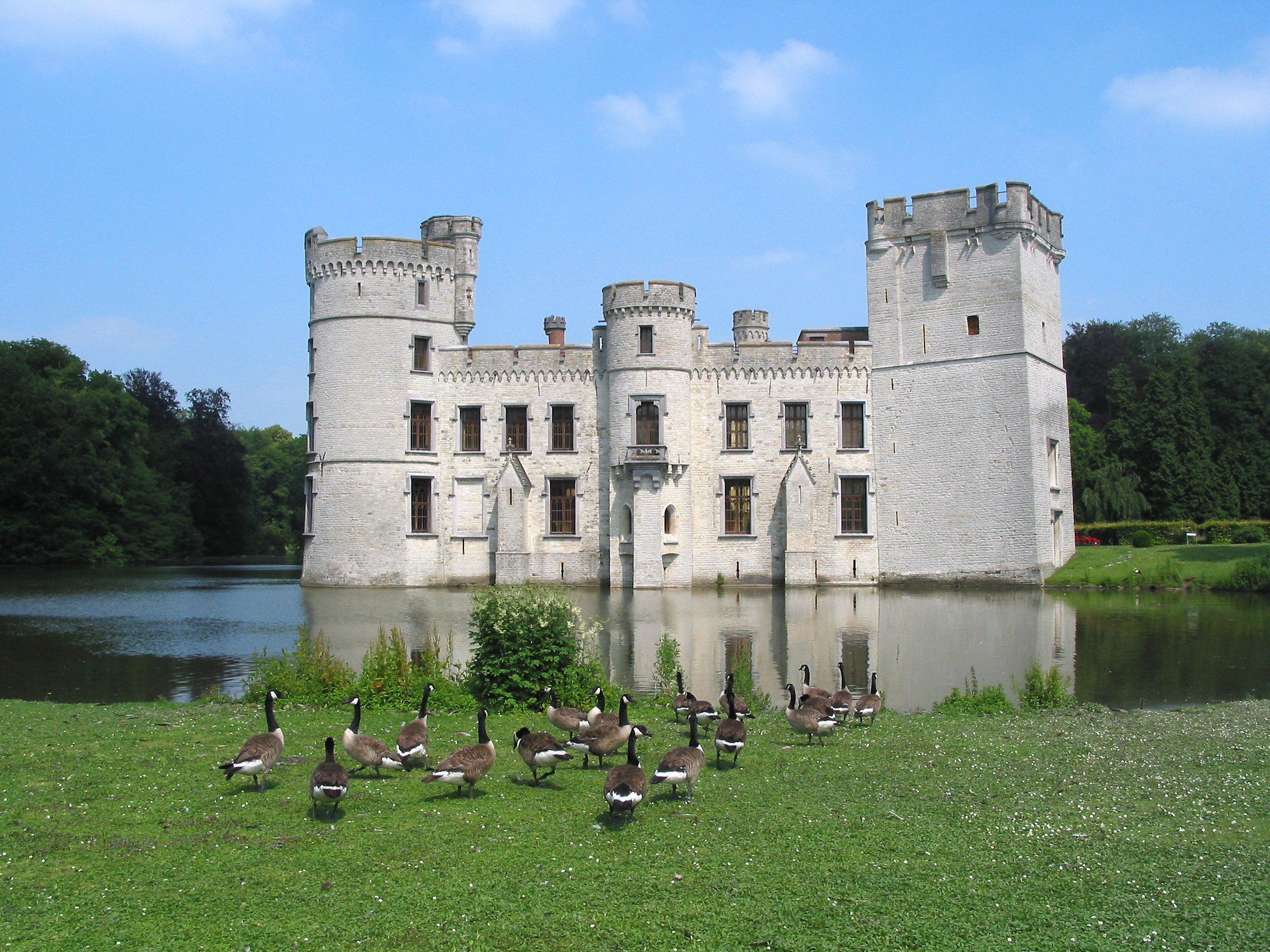
El castillo de Bouchout (siglos XII al XIX).

El Jardín Botánico de Meise (en neerlandés Plantentuin Meise y en francés Jardin botanique de Meise), anteriormente Jardín Botánico Nacional de Bélgica, es el jardín botánico más grande de Bélgica y uno de los más grandes de Europa, tiene 92 hectáreas y una gran colección de plantas vivas y un herbario. El jardín se estableció en 1958, y posee un gran número de Laboratorios, herbario e invernaderos.

## Localización
Se encuentra localizado en el Dominio de Bouchout (Château de Bouchout) en la pequeña población de Meise en el Brabante Flamenco, al norte de Bruselas.

## Historia
El primer jardín botánico de Bélgica se encontraba situado en la Montagne de la Couronne de Bruselas. Sin embargo en 1826, el jardín se hubo de trasladar, debido a que su emplazamiento se eligió para situar la gran exposición industrial de 1830. En orden para salvaguardar las colecciones de plantas del jardín de la Montagne de la Couronne, se fundó la Koninklijke maatschappij van kruid-, bloem- en boom-kwekerije der Nederlanden (Sociedad Real de los Países Bajos, para el cultivo de hierbas, flores y árboles) como una sociedad limitada para su conservación y mantenimiento. Esta sociedad fundó el nuevo jardín botánico en la campiña alrededor de Bruselas, entre lo que actualmente es la Place Rogier y la Rue Royale. Se construyó también un edificio neoclásico en 1829, (actualmente la Biblioteca Real).
La actividad de la compañía de responsabilidad limitada era sobre todo económica por lo cual se potenció el desarrollo de asociaciones con las colonias de los Países Bajos (Indonesia).
Durante la lucha belga para la independencia, el jardín sufrió daños considerable causados por las tropas holandesas que se atrincheraron en los invernaderos.
En 1837, cuando las condiciones económicas empeoraron, la sociedad cambió de nombre al d'Horticulture de Belgique de Société Royale, pero los problemas financieros continuaron. Incluso la venta de una gran parte del terreno del jardín (para el edificio del ferrocarril del norte de Bruselas) no ayudó a mejorar la situación. Con la ayuda de Barthélemy Dumortier, estadista y botánico, el jardín botánico se pudo salvar gracias a su compra por parte del gobierno belga en 1870. De este modo nació el Jardin botanique de l'Etat.
A partir de ese momento la misión principal del jardín se convirtió en la investigación científica en botánica y horticultura. A finales del siglo XIX se despertó un gran interés por la Flora del África central, lo que se consolidó aún más, cuando en 1934, el herbario del museo del Congo (ahora Museo Real de África Central, Tervuren) se integró con las colecciones del jardín botánico.

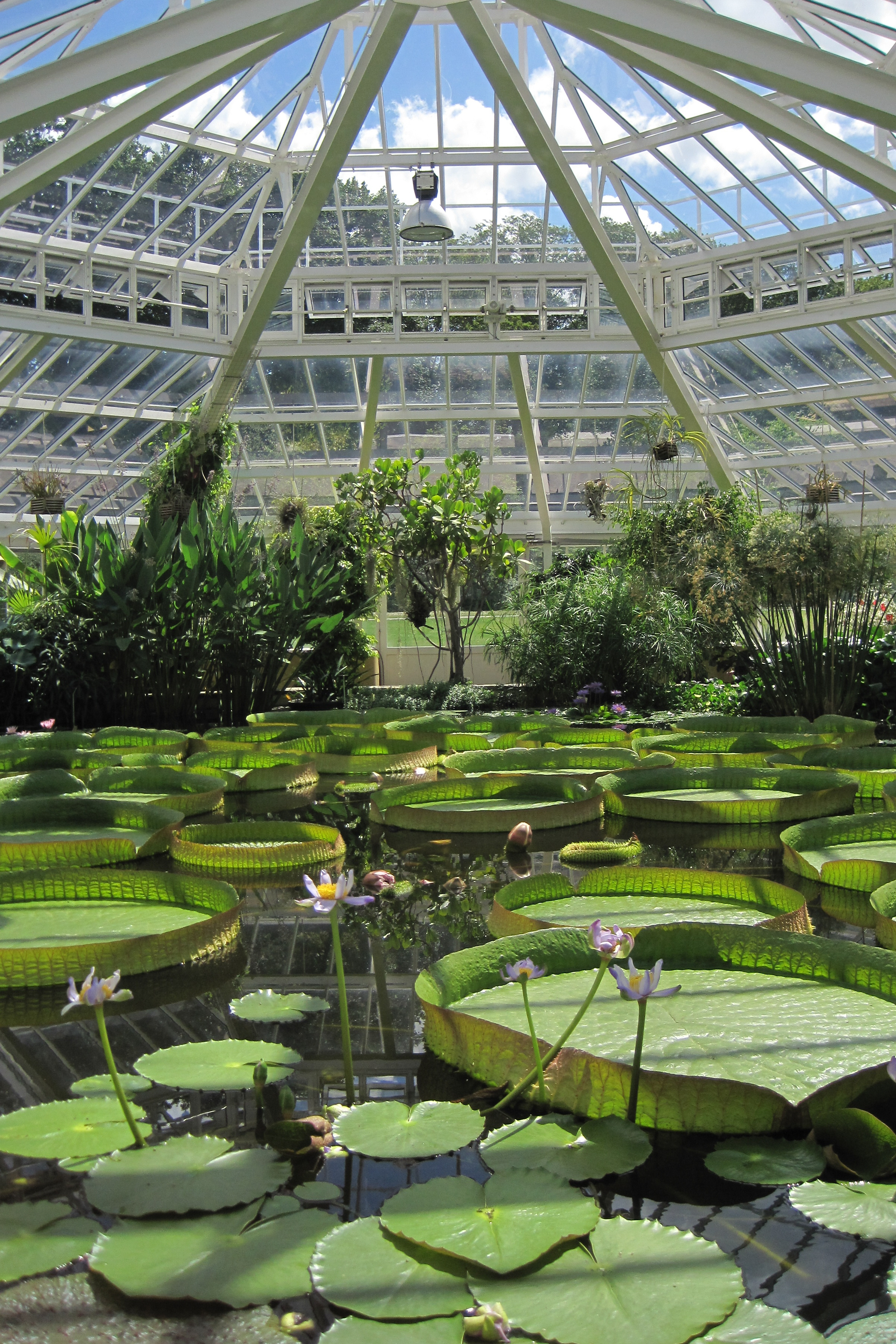
Victoria regia en el invernadero Victoria house del Jardín Botánico Nacional de Bélgica.

Al quedarse obsoletas las instalaciones y pequeño el jardín botánico, el gobierno belga decidió en 1938 resolver este problema con su traslado al Dominio Bouchout en Meise cerca de Bruselas, con una superficie de 92 hectáreas, finca que se había comprado a la familia real.
El dominio de Bouchout del presente consiste en los dominios adyacentes del castillo de Meise y de Bouchout que Leopoldo II donó a su hermana Carlota, emperatriz de México. En 1939 se instalaron los primeros edificios e invernaderos y las primeras plantas se trasladaron desde Bruselas a Meise.
La Segunda Guerra Mundial retrasó el término del traslado, pero después de la guerra, la actividad se continuó. El castillo de Meise fue destruido totalmente durante la Segunda Guerra Mundial y solamente la orangerie, la granja del castillo y un número de edificios más pequeños permanecen de los dominios originales. Aunque el castillo de Bouchout estaba muy deteriorado después de la muerte de Carlota, su restauración se terminó en 1988, habilitándose el ala central como centro de conferencias y exposiciones.
El edificio del "Plantenpaleis" (palacio de la planta) comenzó en 1947 y al mismo tiempo, se cambió el nombre oficial de la institución al de Jardín Botánico Nacional de Bélgica. En 1967, los alrededores del castillo se clasificaron como paisaje protegido.
El edificio que contenía el herbario y la biblioteca se terminó en los años 60. Sin embargo, la colección del herbariio creció tan rápidamente que entre 1985 y 1987, hubo que añadir una nueva ala al edificio.
Desde el 1 de enero de 2014, la institución pasó a ser gestionada exclusivamente por el gobierno flamenco, cambiando su nombre a Jardín Botánico de Meise, con presencia, no obstante, de personal de la comunidad francófona.

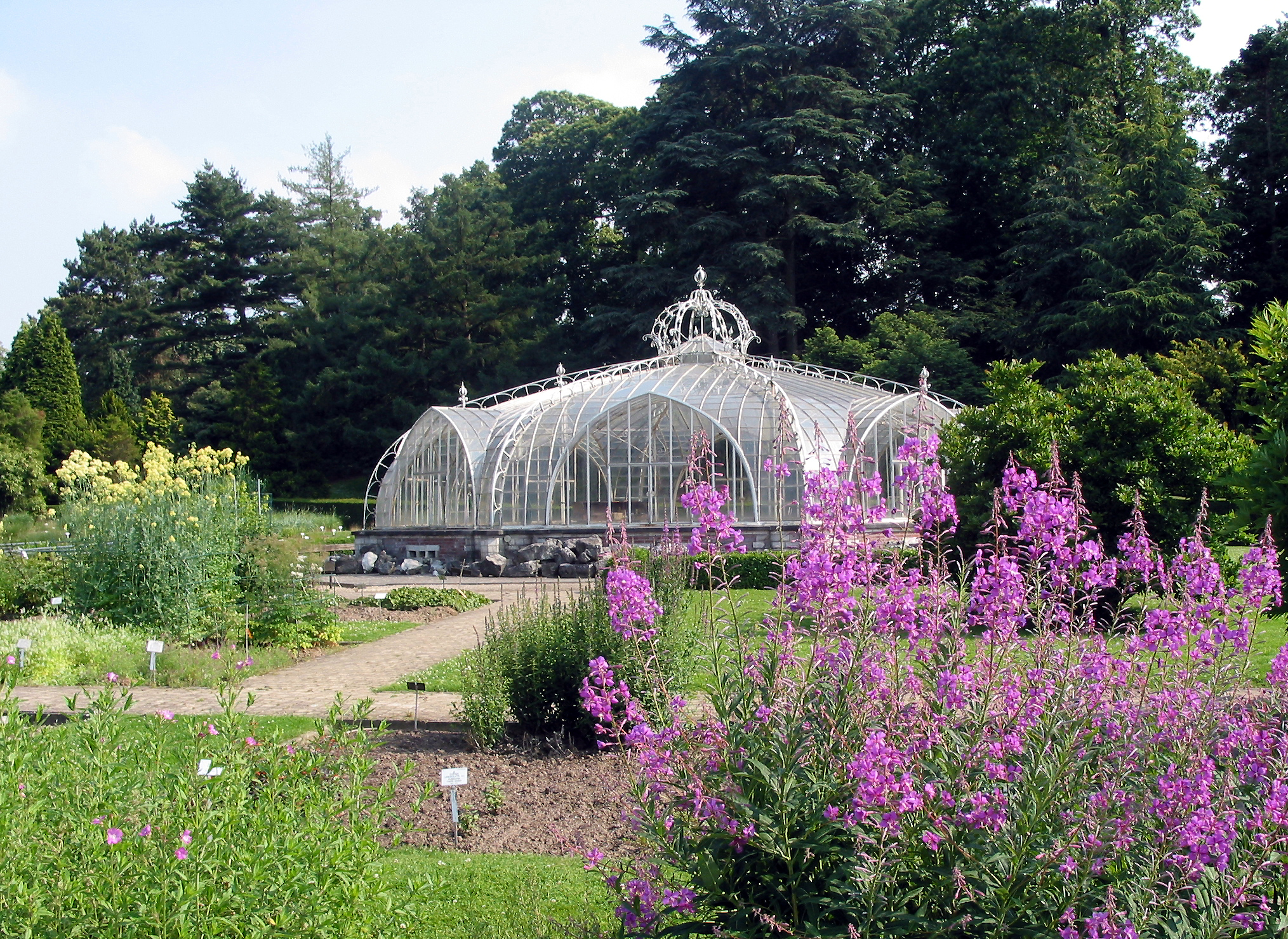
Uno de los invernaderos del Jardín Botánico de Meise.

## Colecciones
El jardín botánico contiene unas 18,000 especies de plantas, un 6% de todas las especies de plantas conocidas del mundo. La mitad de ellas se encuentran en invernaderos, la otra mitad incluidas las plantas cultivadas y las endémicas, se encuentran al aire libre. Los jardines se agrupan alrededor del lago y del castillo del Dominio Bouchout.
Se declara como una de las misiones del Jardín Botánico Nacional de Bélgica incluye el incremento "del conocimiento de las plantas" y contribuir a "la conservación de la biodiversidad."

## Imágenes

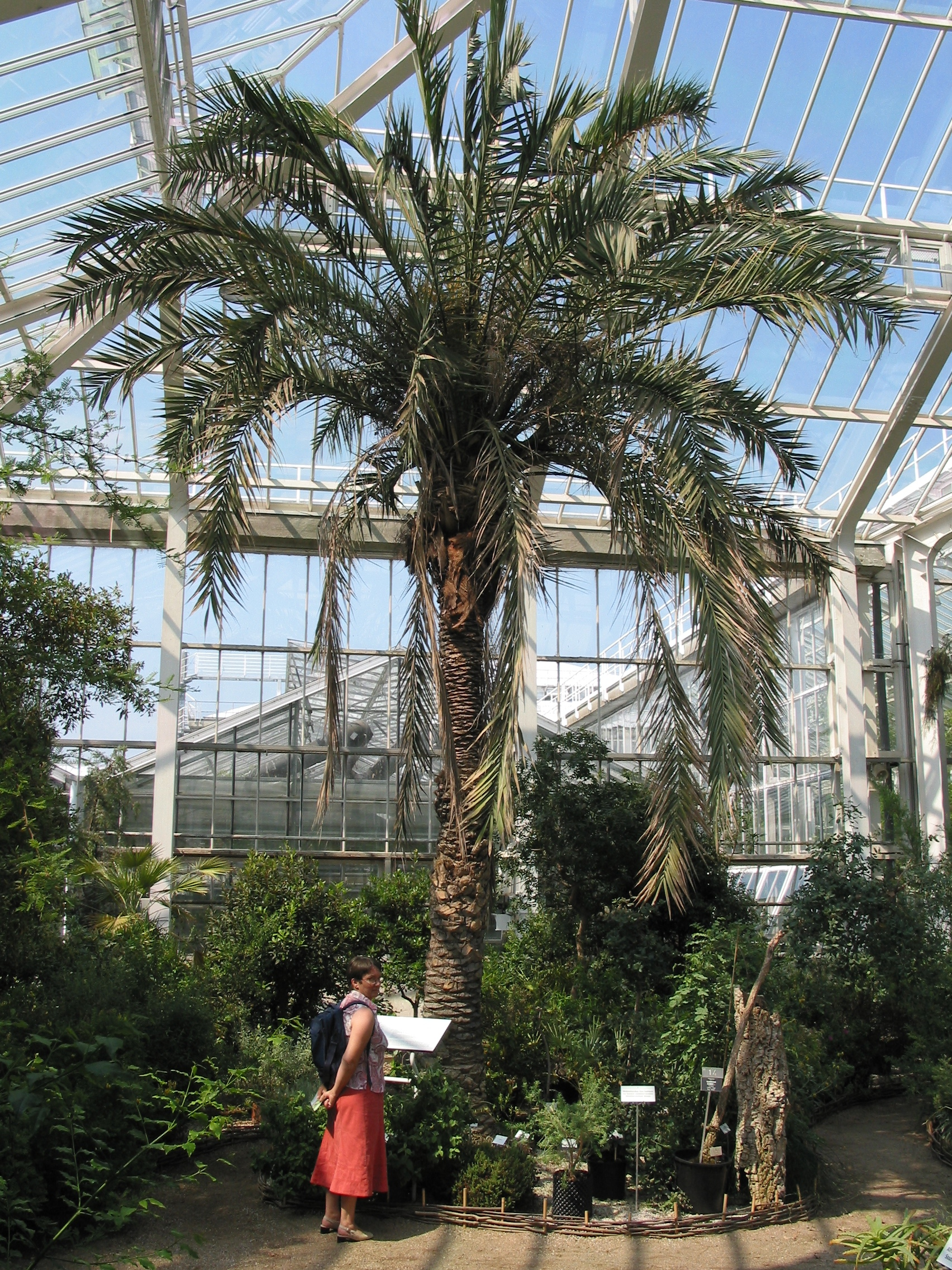
Meise "Palais des Plantes"
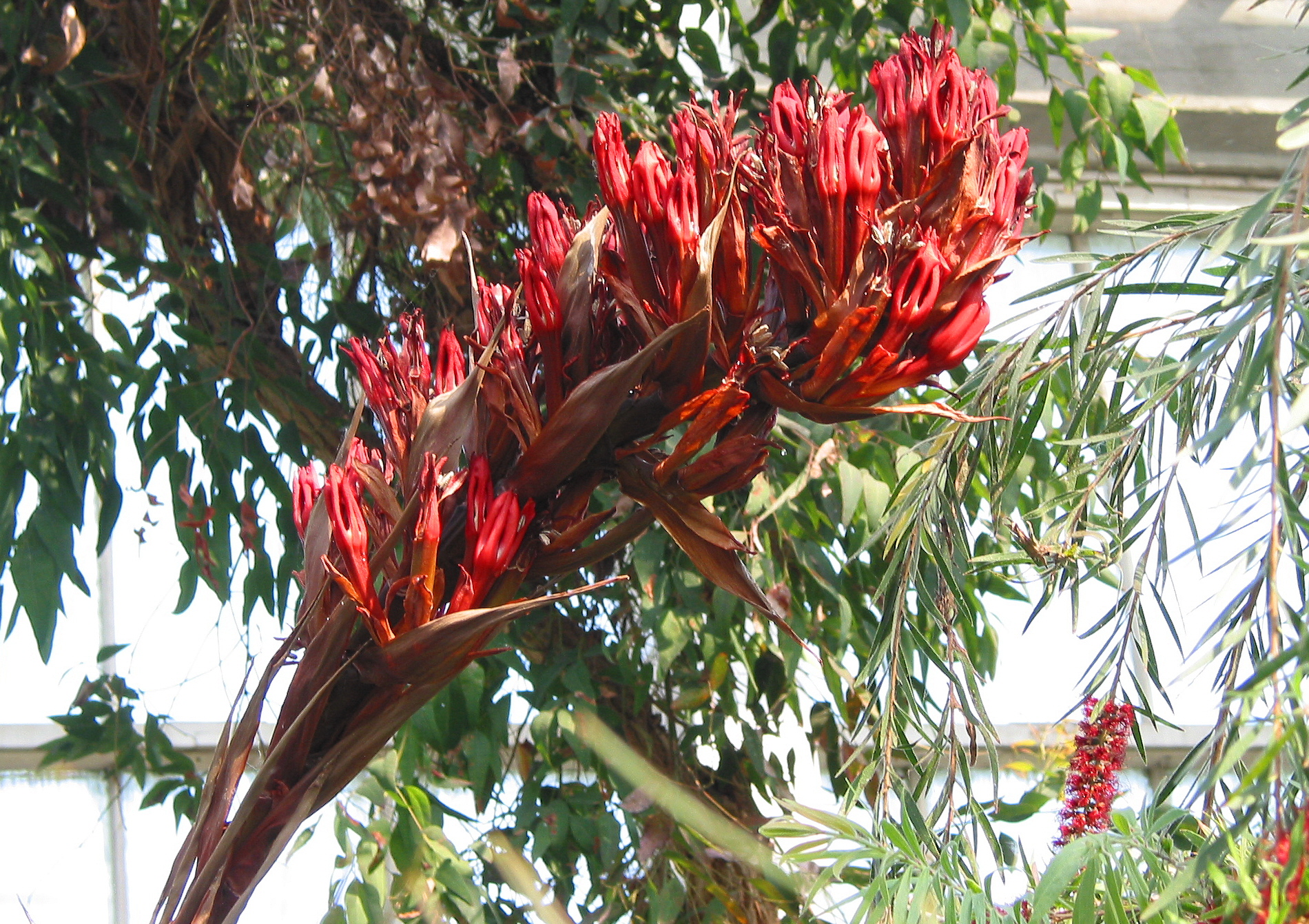
El muy escaso lirio javelot de Queesland
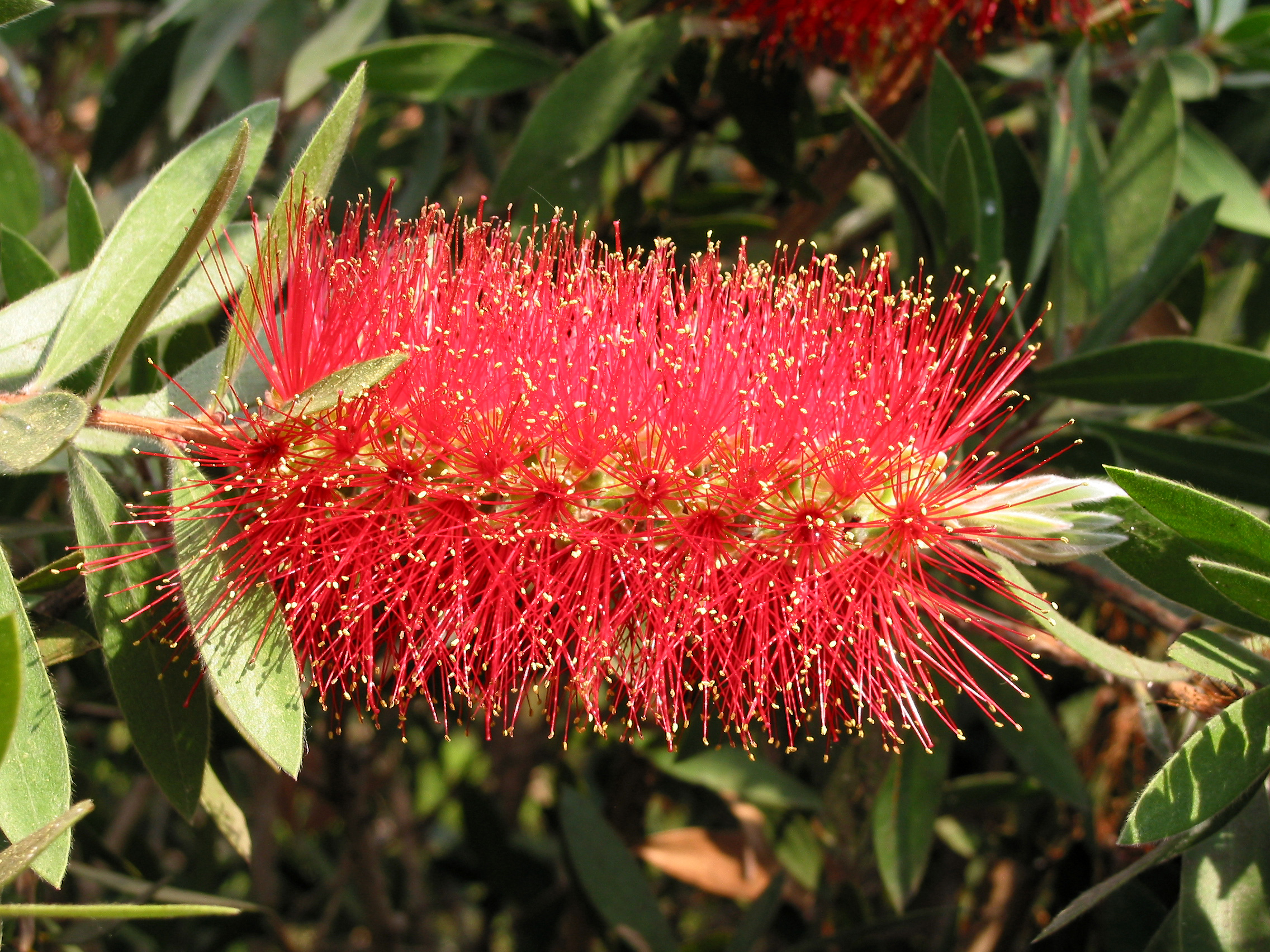
Callistemon citrinus
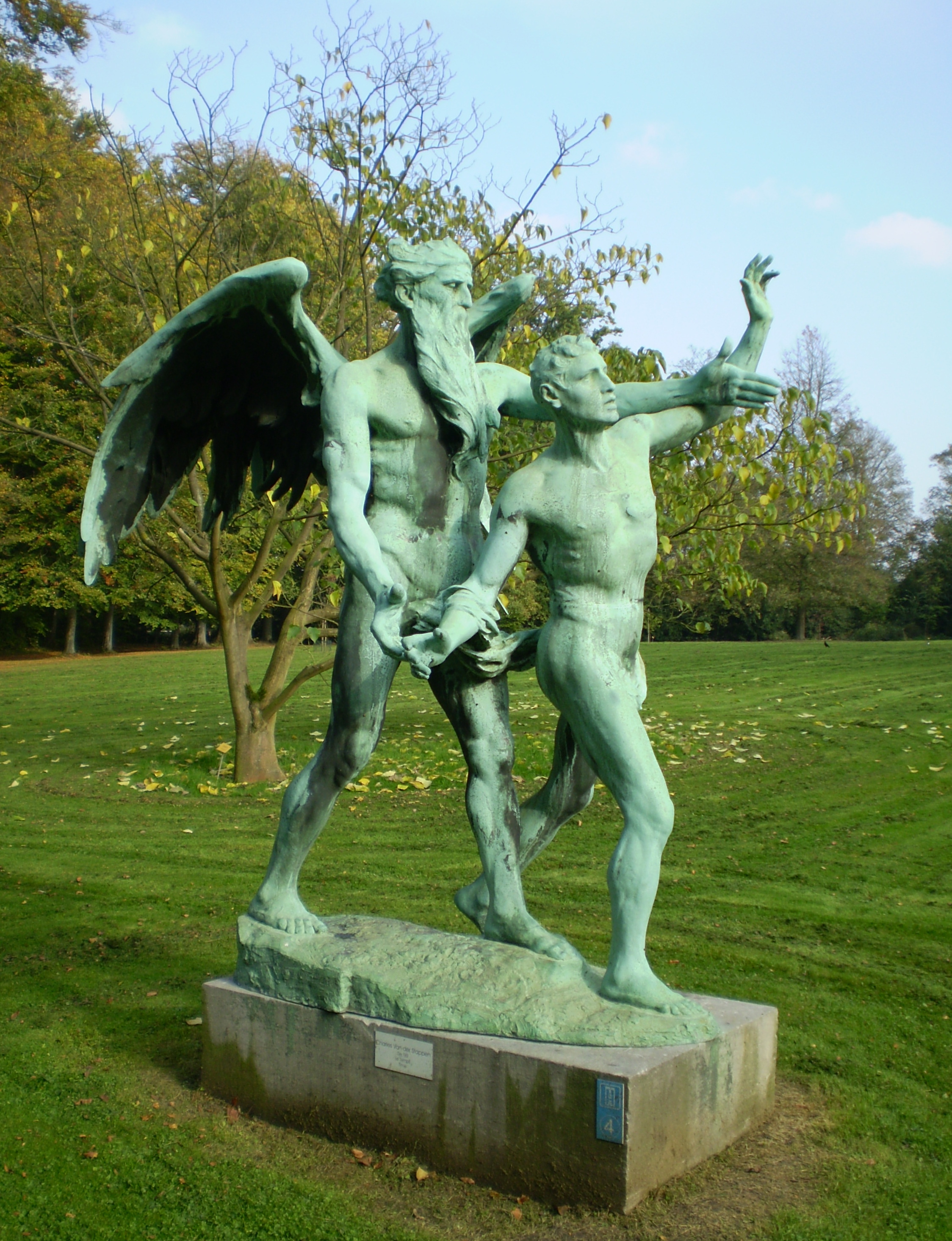
"Le Temps"
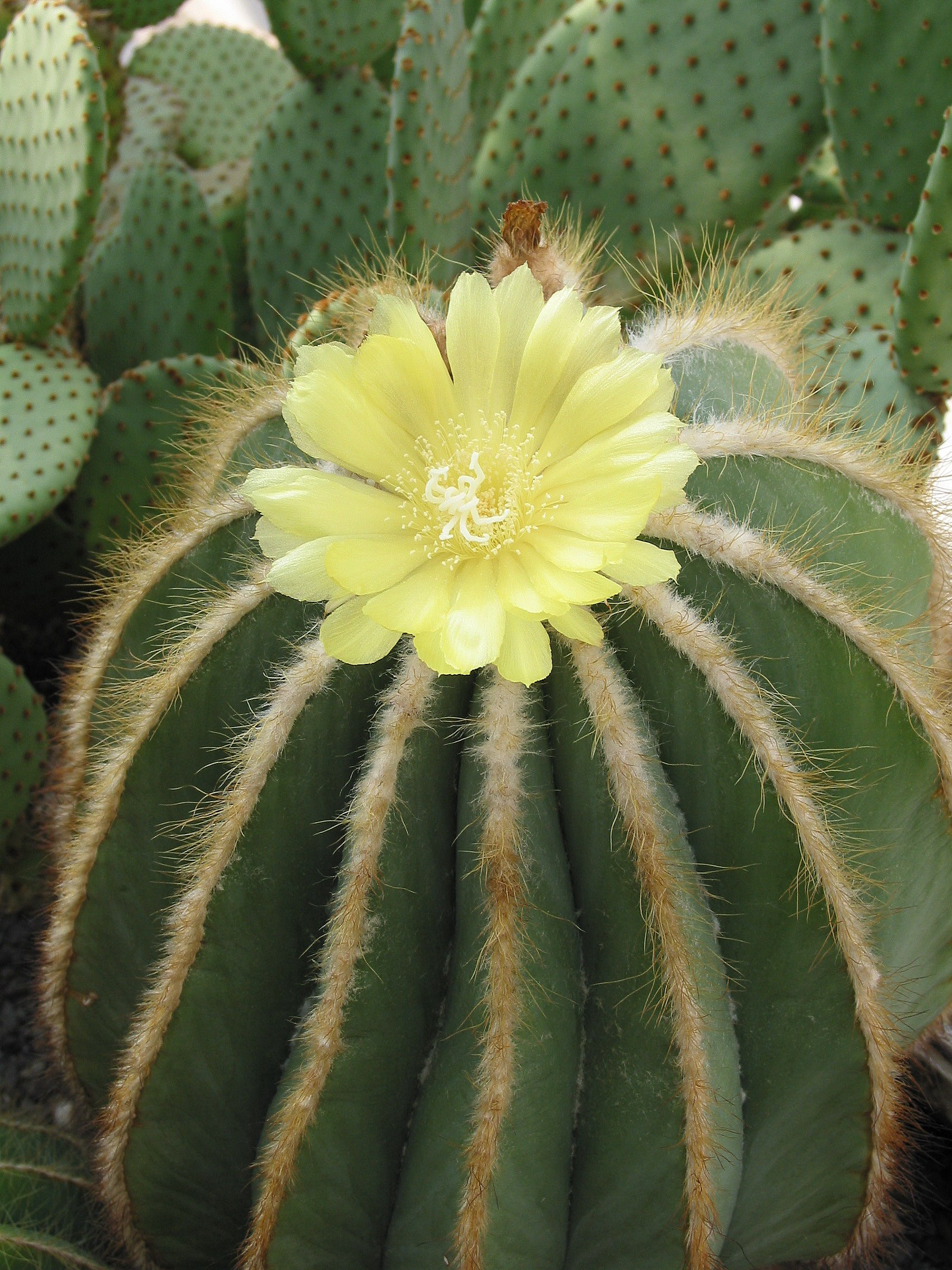
Eriocactus magnificus
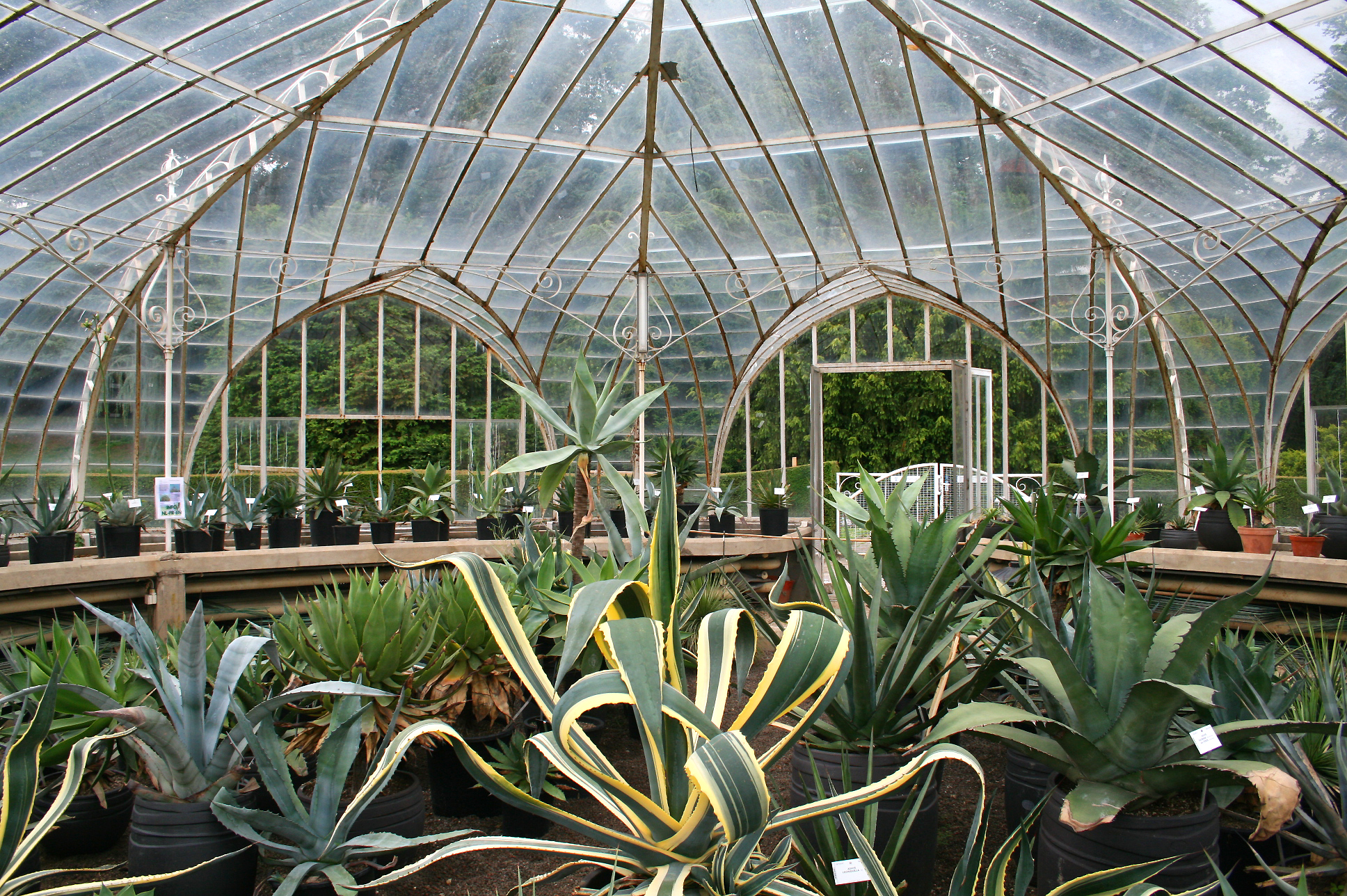
Ivernado de Balat
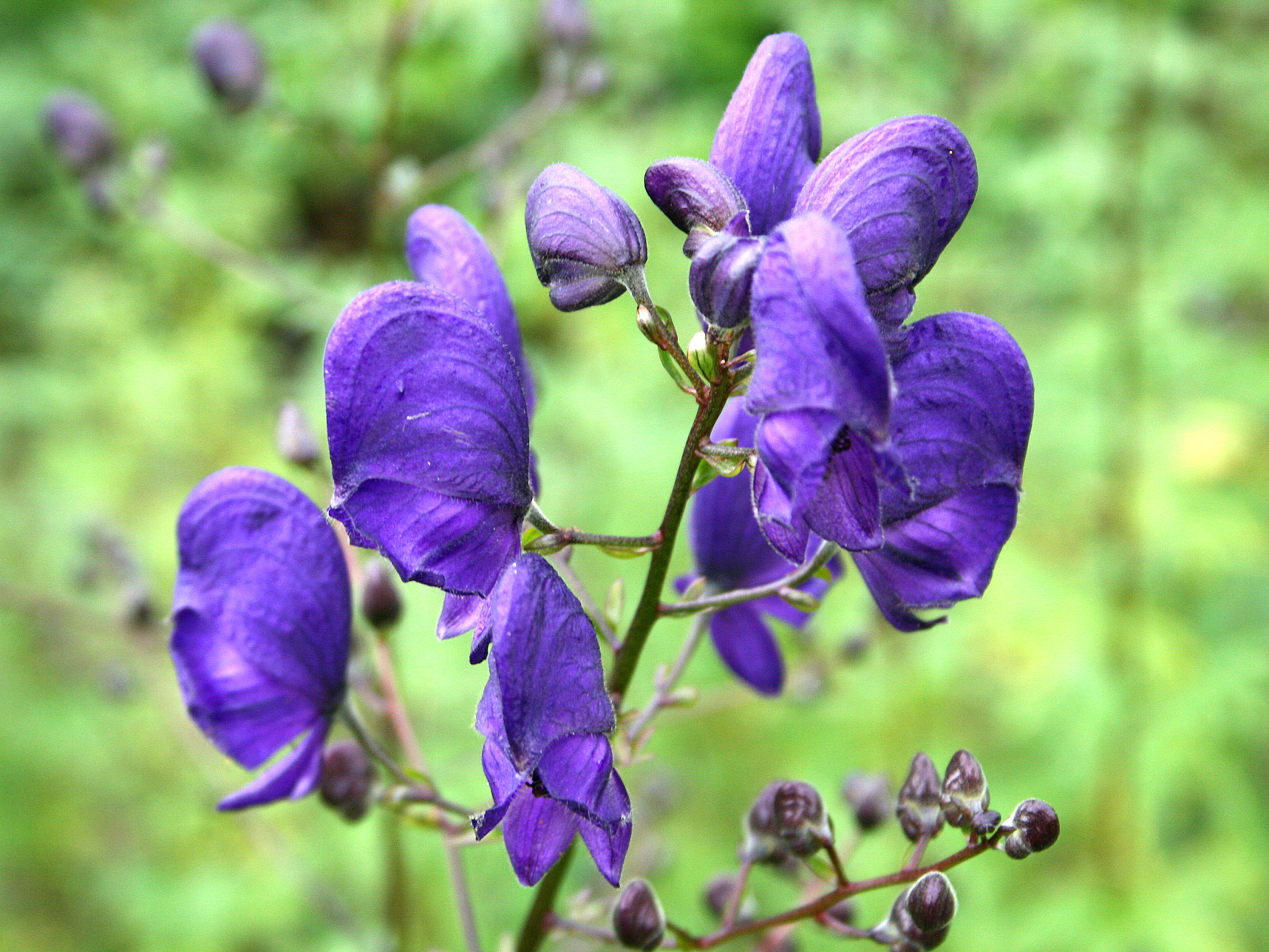
Aconitum napellus
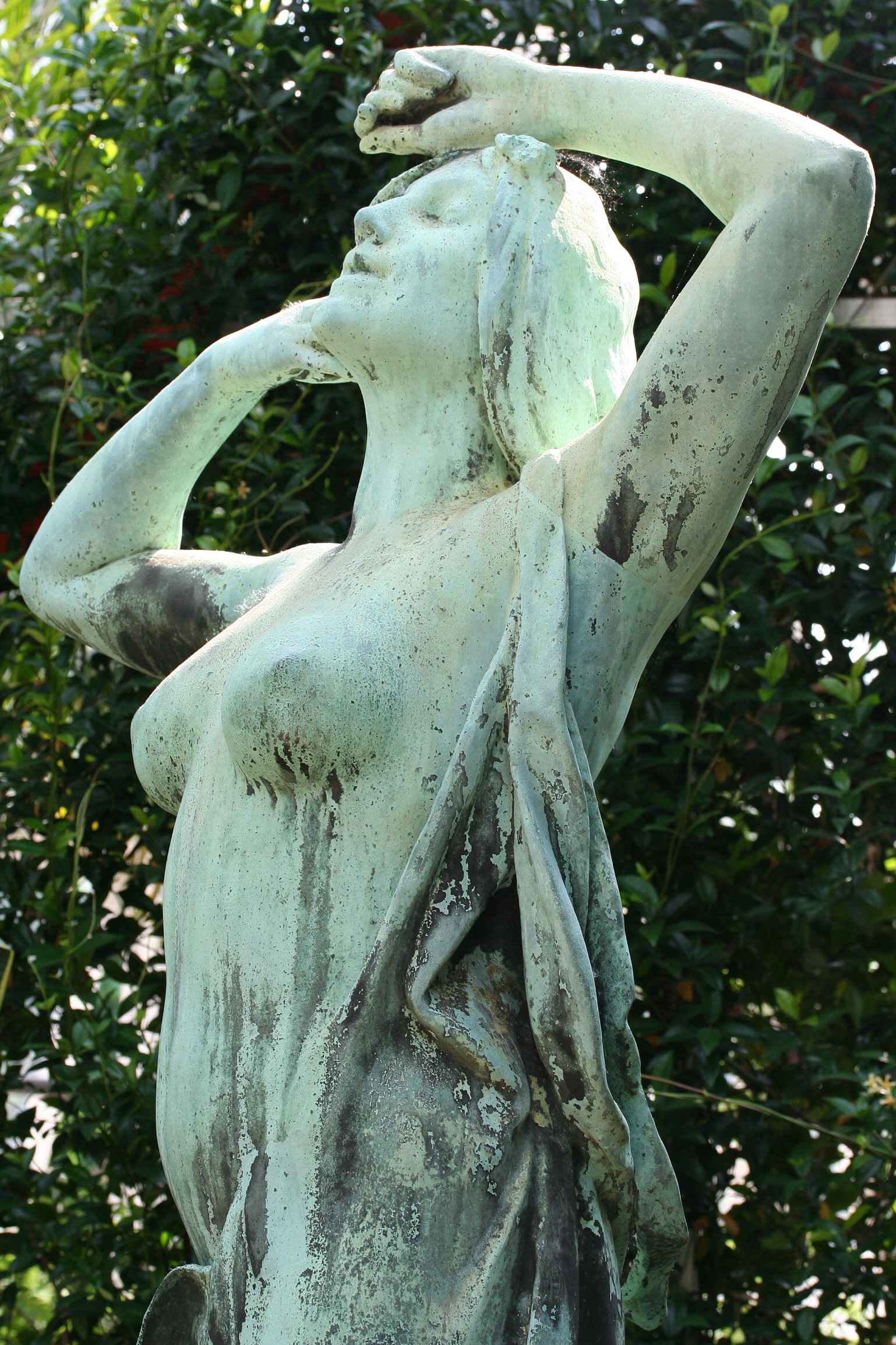
"Le jour"